# Demokratisk utbildning
Demokratisk utbildning är idén och konceptet att skolor kan och bör drivas demokratiskt, och att demokratin i skolorna både är ett mål och en metod för lärandet. Demokratisk utbildning är till sin karaktär och per definition anti-auktoritär. 

## Historik
Traditionen med demokratiska skolor går tillbaks åtminstone till 1600-talet

### 1900-talet
Den äldsta demokratiska skolan som fortfarande är i drift är Summerhill, i Suffolk, England, grundad 1921. På 1960-talet öppnade hundratals skolor med samma koncept. Sudbury Valley School, grundad i Framingham, Massachusetts 1968, är en av dem som oftast lyfts fram som exempel. Skolan har fullständig demokratisk styrning genom Skolmötet där alla på skolan har en röst var, barn såväl som vuxna. Skolmötet bestämmer också över ekonomin, till exempel anställningar Sedan 1980-talet har dussintals "Sudburyskolor" öppnat världen över. Förutom i många städer i USA även i Nordeuropa, Japan och Israel.

## Teoretiker (forskare, författare med mera)
- Joseph Agassi
- Michael Apple
- Matthew Arnold
- Pierre Bourdieu
- Émile Durkheim
- George Dennison
- John Dewey
- Michel Foucault
- Célestin Freinet
- Peter Gray
- Amy Gutmann
- Daniel Greenberg
- John Holt
- Homer Lane
- Deborah Meier
- A.S. Neill
- Claus Offe
- Karl Popper
- Bertrand Russell
- Ivan Illich